# Rodolphe III de Bade-Sausenberg
Rodolphe III de Bade-Sausenberg (né en 1343 – mort en 1428) fut margarve de Bade-Sausenberg de 1352 à 1428

## Règne
Rodolphe III est le fils du margrave  Rodolphe II et de Catherine de Thierstein. Il hérite de Hachberg-Sausenberg à la mort de son père en 1352. Comme mineur à cette époque c'est son oncle Othon I qui agit comme régent. Quand Rodolphe II devient majeure, il règne conjointement avec Othon Ier jusqu'à la mort d'Othon en 1384. Rodolphe III est considéré comme le plus important des margraves de  Hachberg-Sausenberg.
Au cours de son long règne, Rodolphe réussit à étendre significativement les limites de son domaine et de sa souveraineté:
- En 1365, il échange le village de Huttinger contre Höllstein avec l'évêque de Bâle
- In 1366, il reçoit une part de Sausenberg de son oncle Othon Ier
- En 1368 il achète les villages de Weil am Rhein, Wintersweiler, Welmlingen, plus plusieurs manoirs à Haltingen et la ville et le district de Otlikon au chevalier Konrad de Münch (de)[2]. Il acquiert aussi Dossebach de Guillaume de Hauenstein et de son fils Henman de Hauenstein
- En 1394, l'évêque  Conrad de Münch, lui inféode un fief Breisgau[3]
- En 1400, il acquiert la seigneurie de Neuenstein, incluant les villages de Gersbach, Schlechtbach, Raitbach, Kürnberg et Schweigmatt[4]. Le château de Neuenstein  avait été inféodé au  monastère de Saint-Blaise, mais en 1401, le monastère renonce à ses droits sur le château[5].

En Château de Rothelin pendant son règne, plusieurs bâtiments étaient construire.

## Unions et postérité
Rodolphe III épouse d'abord Adelheid de Lichtenberg (morte en 1386) et ensuite Anne de Freiburg-Neuchâtel (morte en 1427) héritière de Badonviller et de Neuchâtel. le 13 février 1387, Rodolphe III conclut un contrat de mariage avec  Conrad IV de Fribourg et sa mère Varenne/Else de Neuchâtel par lequel il épouse Anne, la sœur de Conrad âgée de 13 ans. Sa dot se monte à  12000florins, sous forme de la cité et de la région de Sennheim évaluées à  7500 florins, le château d'Istein, évalué à  3000 florins, 1500 florins en liquidités à la condition qu'il construise un manoir dans la région situées entre Hauenstein, la forêt et les montagnes des deux cotes de la rivière un an après les noces.
Son union avec Anne lui donne sept fils et six filles.Un fils et trois filles meurents victime de l'épidémie peste en 1420. Son fils Otto (né en 1388 mort en 1451) devient  évêque de Constance de 1411 à 1434 sous le nom de Othon III de Hachberg c'est lui qui reçoit le Concile de Constance en 1415. Et à ce titre est impliquée dans la condamnation au bucher de réformateur tchèque Jean Hus. Le seul autre fils survivant est le cadet Guillaume margrave de Hachberg-Sausenberg, qui lui succède en 1428.

## Sources
- Anthony Stokvis, Manuel d'histoire, de généalogie et de chronologie de tous les États du globe, depuis les temps les plus reculés jusqu'à nos jours, préf. H. F. Wijnman, éditions Brill Leyde 1890-1893, réédition 1966, Volume III, Chapitre VIII. « Généalogie de la Maison de Bade, I. »  tableau généalogique no 105.